# مانويل ألفاريز (سياسي)
مانويل ألفاريز (بالإنجليزية: Manuel Álvarez)‏ هو سياسي أمريكي، ولد في 1794 في إسبانيا، وتوفي في 5 يوليو 1856 بسانتا فيه في الولايات المتحدة.